# Perizoma parvaria
Perizoma parvaria är en fjärilsart som beskrevs av John Henry Leech 1891. Perizoma parvaria ingår i släktet Perizoma och familjen mätare. Inga underarter finns listade i Catalogue of Life.